# (46992) 1998 TZ17
1998 تي زد 17 (ويعرف أيضًا باسم (46992) 1998 تي زد 17 وفق تسمية الكوكب الصغير) (بالإنجليزية: 1998 TZ17)‏ هو كويكب ضمن حزام الكويكبات؛ وترتيبه 46992 من حيث الاكتشاف.
اكتُشف هذا الجُرم الفلكي بواسطة هيروشي كانيدا في 12 أكتوبر 1998.

## وصلات خارجية
- (46992) 1998 TZ17 في قاعدة بيانات مختبر الدفع النفاث لأجرام النظام الشمسي الصغيرة

- الاكتشاف · مخطط المدار ·  العناصر المدارية · المعلمات المادية

- (46992) 1998 TZ17 على موقع ويكي سكاي: DSS2, SDSS, GALEX, IRAS, Hydrogen α, X-Ray, Astrophoto, Sky Map, Articles and images